# Patriotas neerlandeses

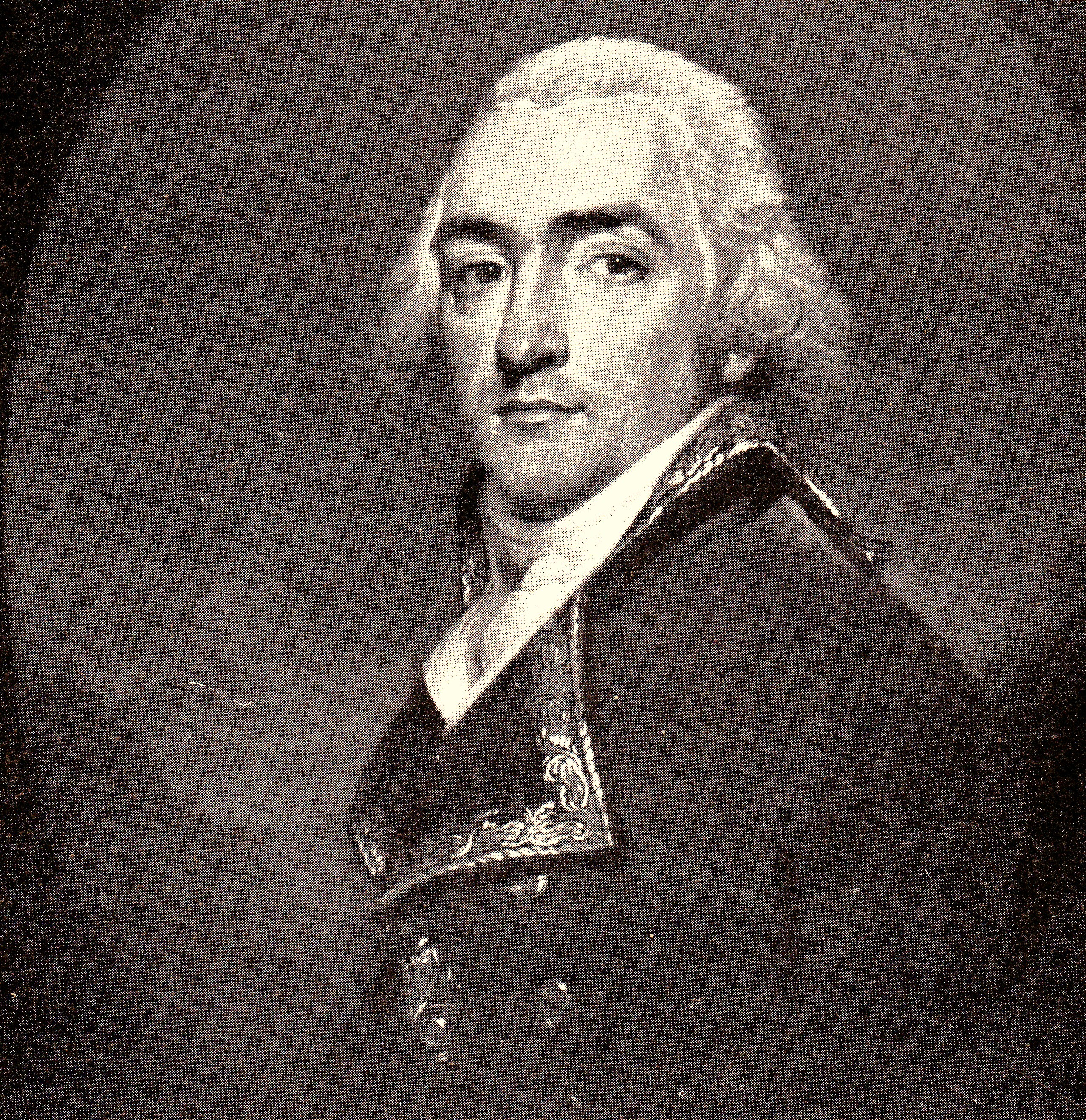
Um importante líder dos Patriotas foi Herman Willem Daendels (1762–1818)

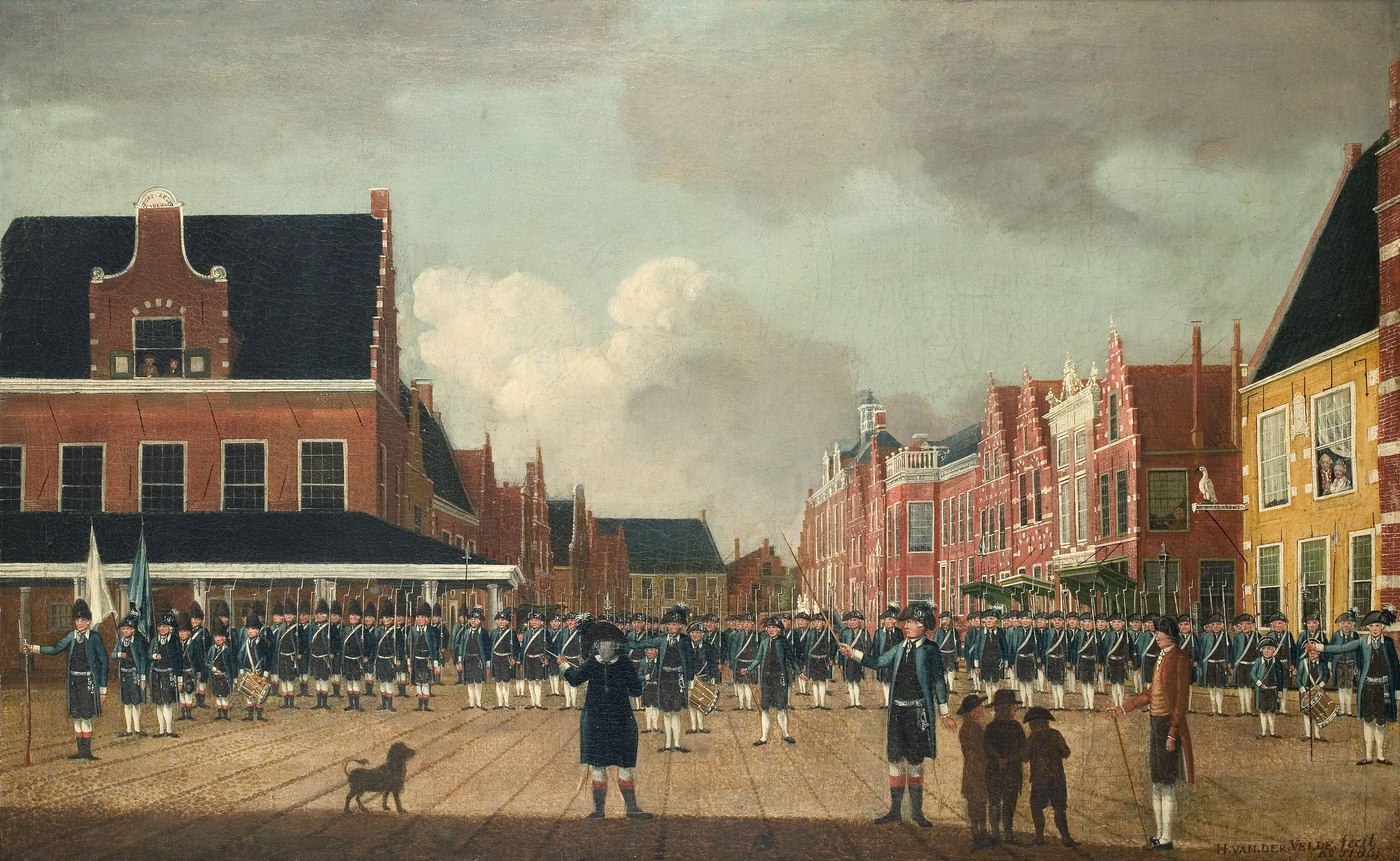
Sneek em 1786.

Os Patriotas (em neerlandês: Patriotten) foram uma facção política surgida nos Países Baixos durante a segunda metade do século XVIII, inspirada pelos mesmos princípios que pouco depois dariam origem à Revolução Francesa. Defendiam o fim do sistema de governo dos Países Baixos baseado no Stathouder, que se tornara hereditário e era por eles considerado como corrupto e eivado de nepotismo, e a concessão de direitos aos cidadãos. Este posicionamento face às instituições vigentes ganhou grande aceitação entre a população, particularmente entre a classe média e a burguesia mercantil, que assistiam impotentes ao declínio da pujança comercial dos Países Baixos, com grandes perdas para as suas economias privadas. Os Patriotas olhavam para a Declaração de Independência dos Estados Unidos da América como um modelo a seguir, pretendendo obter iguais direitos. O movimento culminou na formação de milícias paramilitares, chamadas Exercitiegenootschappen, que procuravam derrubar o governo pela força. Derrotados por uma intervenção armada da Prússia em 1787, muitos dos Patriotas refugiaram-se na França, onde se ligaram às forças que apoiaram a Revolução e mais tarde Napoleão Bonaparte na sua ascensão ao poder. Em 1795, com o apoio da França, conseguiram conquistar o poder nos Países Baixos e aí fundar a República da Batávia.